# Alessio V Ducas
Alessio V Ducas, in greco Αλέξιος Ε΄ Δούκας Μούρτζουφλος?, Alexios V Doukas Mourtzouphlos (... – Costantinopoli, dicembre 1204), è stato un imperatore bizantino.
Fu basileus dei romei dall'8 febbraio 1204 al 12 aprile dello stesso anno. Proveniente dalla famiglia dei Ducas, era detto Murzuflo ("dalle sopracciglia folte") poiché viene descritto con le sopracciglia molto folte ed unite. Di lui non ci sono giunte monete.

## Biografia

### Origini
Sebbene possedesse il nome di una nota ed influente famiglia aristocratica, nulla è noto delle origini di Alessio Ducas Murzuflo in quanto il cognome Ducas era utilizzato da numerosi rami famigliari che avrebbero potuto avere anche origini non nobiliari. L'unica informazione nota in nostro possesso è la lettera inviata a Papa Innocenzo III nella quale è scritto che Alessio Ducas era un parente di sangue degli Angeli e per questo motivo si è ipotizzata una discendenza in linea femminile dall'imperatore Alessio I Comneno (fatto non inusuale date le connessioni tra le famiglie aristocratiche e quella imperiale) e che fosse un figlio di Isacco Ducas, pertanto secondo cugino di Alessio IV Angelo.
Quanto al carattere, lo storico Niceta Coniate che fu licenziato dallo stesso Murzuflo dall'incarico di logothetes ton skeleton, lo descrive come una persona estremamente intelligente ma orgogliosa, arrogante nei modi e lascivo.

### Ascesa al trono
Quanto alla carriera, è noto solo che Alessio fu un cortigiano al servizio degli Angeli. Partecipò, nel 1200, al tentato colpo di Stato di Giovanni Comneno il Grosso (che forse orchestrò personalmente) e perciò fu imprigionato fino al giugno 1203 quando Isacco II Angelo e il di lui figlio di Alessio IV furono restaurati sul trono sulla punta delle lance crociate e veneziane nel corso delle fasi iniziali della Quarta crociata. Al rilascio, fu nominato protovestiarios e riprese la relazione con Eudocia Angelina, figlia dell'ex imperatore Alessio III Angelo.
All'inizio dell'anno 1204, Isacco II ed Alessio IV ormai avevano perso gran parte della loro popolarità tra la popolazione di Costantinopoli per la loro incapacità di garantire la sicurezza della Capitale mentre al contempo il comportamento dei crociati e dei veneziani, cui non era ancora giunto gran parte del denaro promesso da Alessio IV, peggiorava sempre più; in tali frangenti, Alessio Ducas divenne il capo della fazione di corte più ostile ai crociati e agli occidentali ed ottenne l'approvazione della popolazione guidando personalmente una rappresaglia contro un gruppo di latini in cui rischiò di essere catturato ed ucciso se non fosse stato per l'intervento di un gruppo di arcieri della guarnigione.
Alla fine di gennaio la popolazione si ribellò e nel caos generale un oscuro nobiluomo, Nicola Canabo, fu acclamato imperatore. Isacco II ed Alessio IV, decisi a sbarazzarsi dell'usurpatore, si barricarono nel palazzo delle Blacherne ed incaricarono Alessio Ducas di chiedere l'appoggio dei crociati o quanto meno di informarli degli avvenimenti; al contrario, nella notte del 28 gennaio, Murzuflo si presentò alle guardie variaghe e, ottenuto il loro appoggio attingendo dal tesoro imperiale, arrestò i due Basileis: Isacco, già accecato, malato e debole morì poco dopo mentre Canabo, che nel frattempo aveva rifiutato l'acclamazione e si era rifugiato in Santa Sofia, fu portato fuori dal luogo santo e giustiziato.

### Imperatore

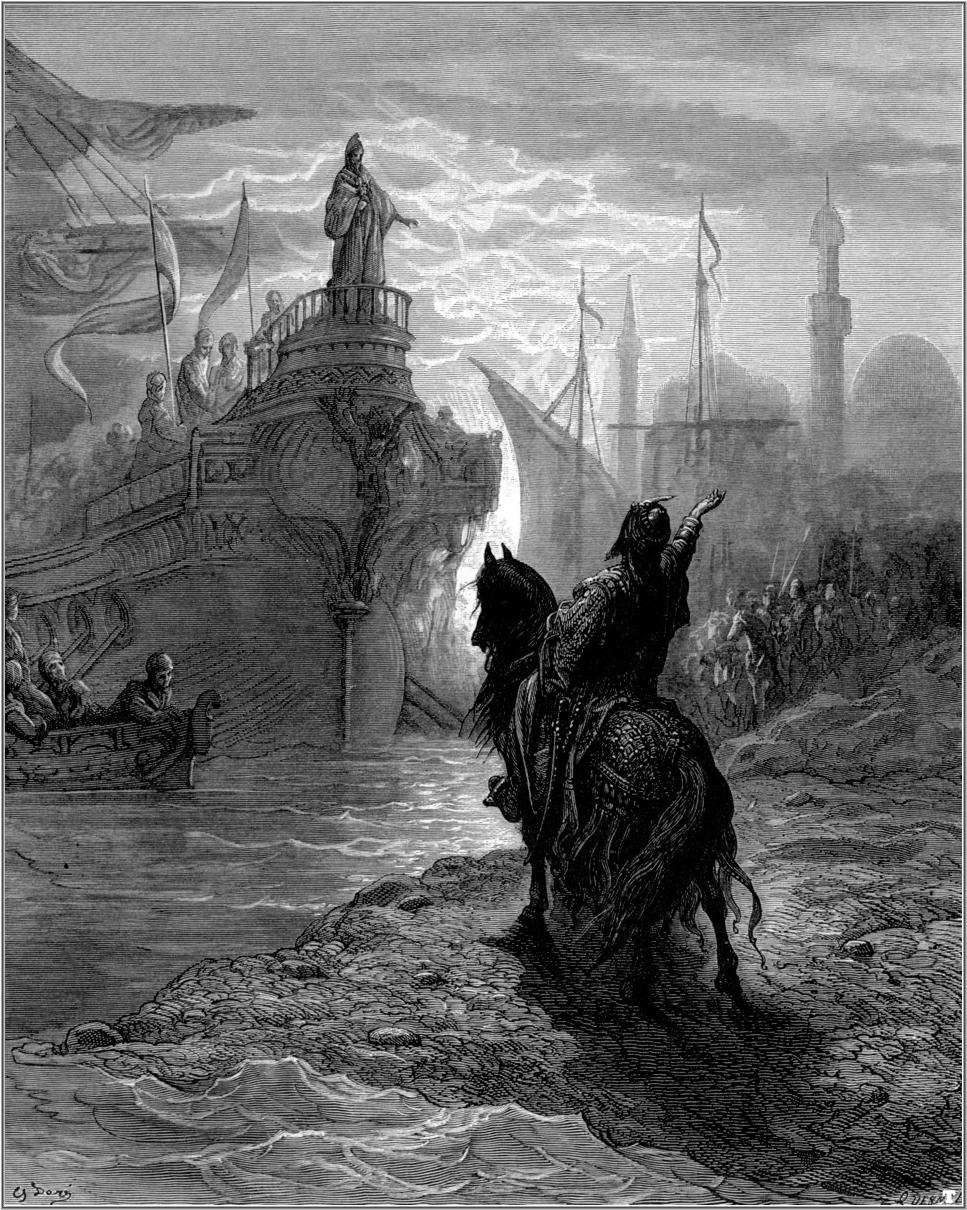
Gustave Doré: Enrico Dandolo parlamenta con Alessio V.

Acclamato imperatore la sera del colpo di Stato, Alessio Ducas Murzuflo fu incoronato come Alessio V solo alcuni giorni dopo, probabilmente il 5 febbraio 1204. Nel frattempo, avendo trovato il tesoro completamente esaurito, decise di espropriare danaro e proprietà a numerosissimi funzionari e cortigiani fedeli ai precedenti imperatori e iniziò a disporre un'opera di rafforzamento delle mura cittadine e di riarmo della guarnigione della Capitale

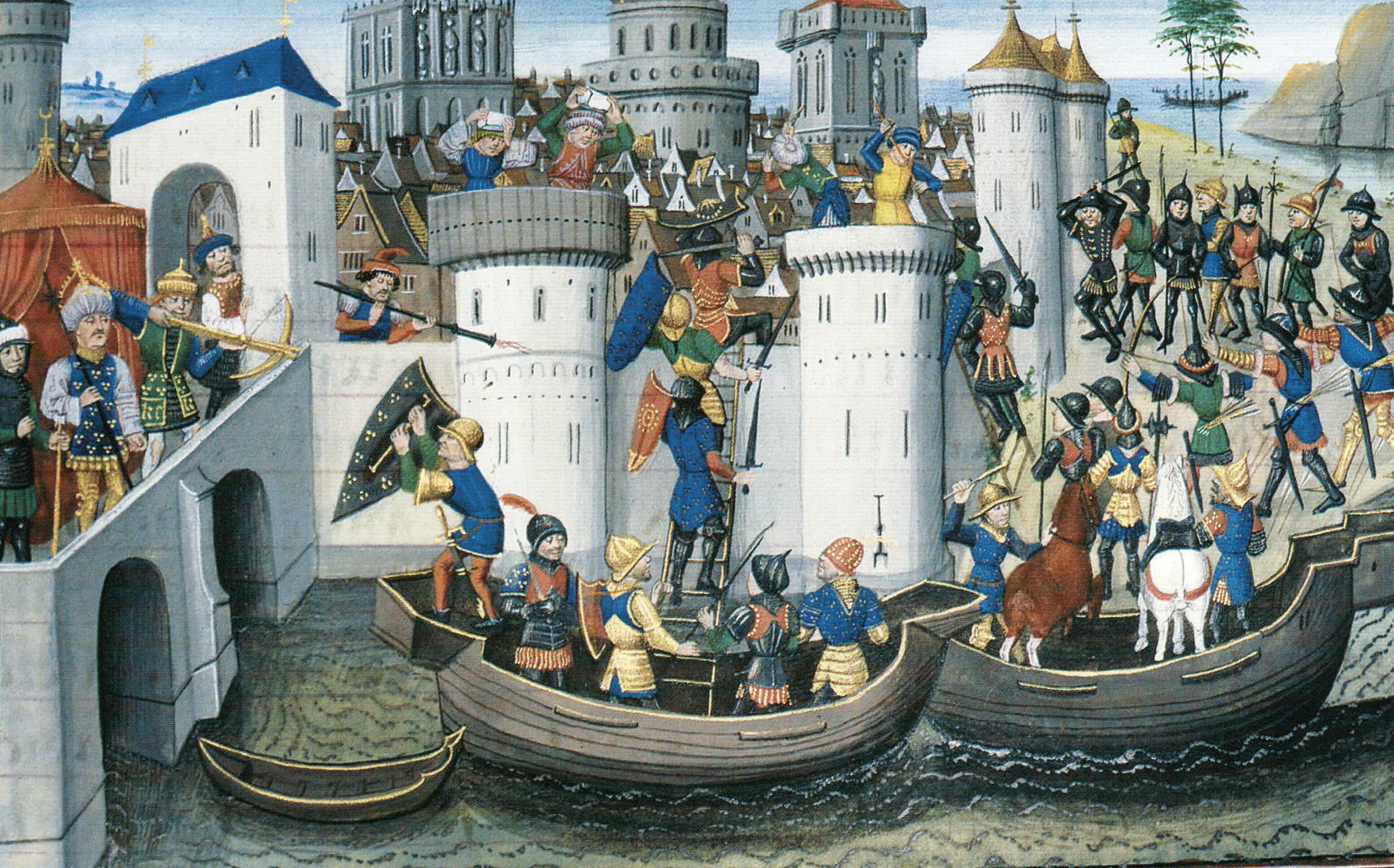
L'assedio di Costantinopoli del 1204, sul lato sinistro della rappresentazione, davanti alla tenda rossa, vi è rappresentato Alessio V Ducas.

Dopo aver ottenuto l'appoggio della popolazione partecipando personalmente alle sortite contro i gruppi crociati dediti al saccheggio delle campagne; il 2 febbraio Enrico di Fiandra condusse un distaccamento a Filea per ottenere provviste ed al ritorno al campo crociato fu attaccato dallo stesso Basileus: la vittoria arrise ai crociati che riuscirono a catturare le insegne imperiali e una importante icona della Vergine mentre l'imperatore stesso fu ferito; parimenti fallimentare fu il tentativo di distruggere la flotta veneziana con navi incendiarie.
L'8 febbraio Alessio V ed il Doge Enrico Dandolo convennero per un incontro di pace che però fu fallimentare: i bizantini rifiutarono le condizioni imposte mentre i crociati decisero, al termine dei colloqui, di tentare un attacco di sorpresa con la cavalleria al quale, tuttavia, l'imperatore riuscì a scampare; l'attacco e l'insistenza dei crociati alla liberazione e alla restaurazione di Alessio IV furono fattori determinanti che indussero il Murzuflo ad assassinare Alessio IV.
La notizia della morte di Alessio IV unita al provvedimento di espulsione di tutti i latini residenti a Costantinopoli degenerò ancor di più le relazioni tra bizantini e crociati al punto che i questi ultimi iniziarono a preparare l'assalto finale alla città ed a pianificare la spartizione dell'impero bizantino.

### La Caduta di Costantinopoli

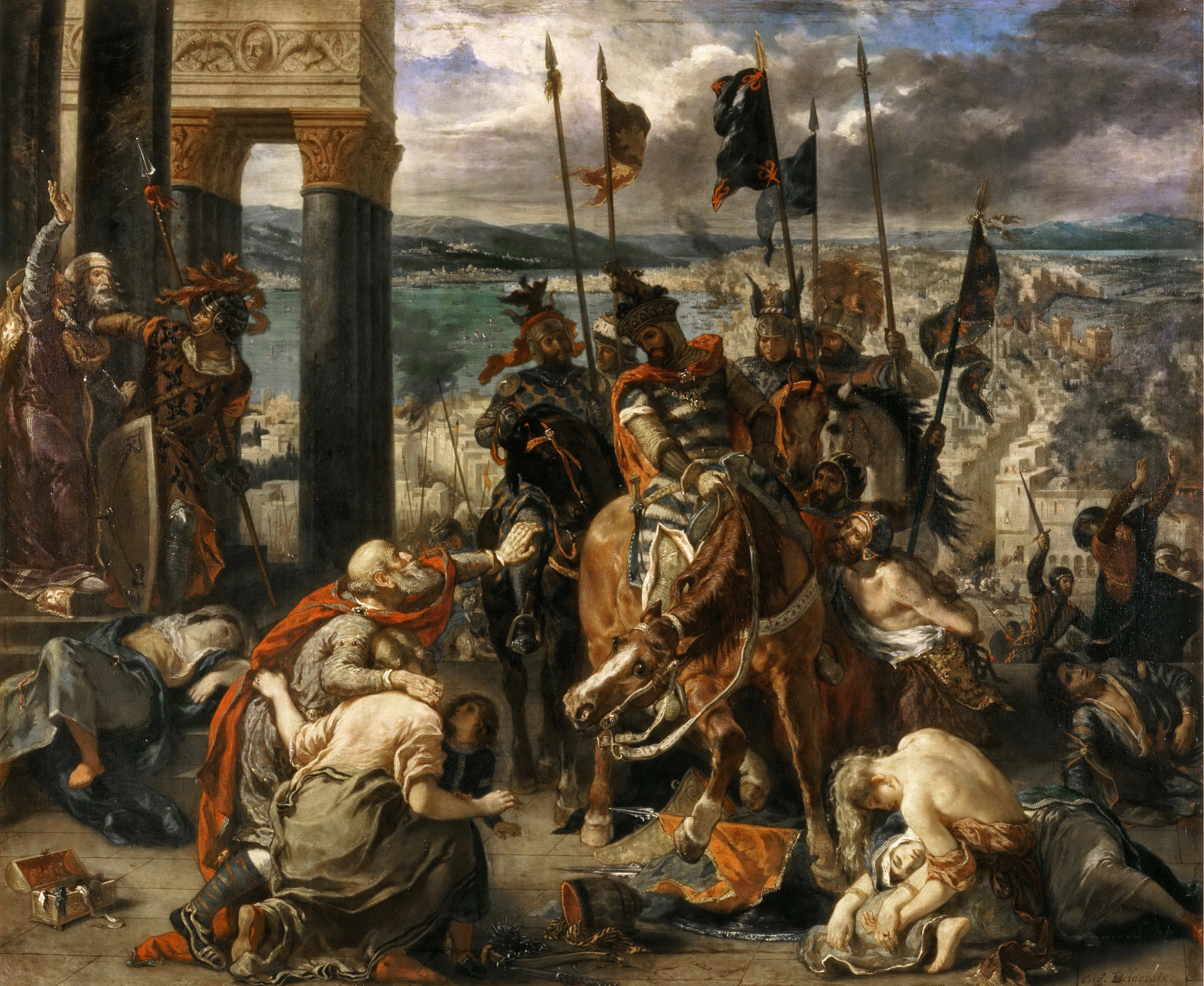
Dipinto di Delacroix che raffigura l'entrata dei crociati a Costantinopoli.

Dopo un mese di continui assalti, il 9 aprile, avvenne quello definitivo: i crociati fecero una breccia nei pressi della porta di Petrion e saccheggiarono il palazzo delle Blacherne; l'imperatore, che in un primo momento era stato in grado di circoscrivere l'avanzata nemica, tentò di ottenere rinforzi e di armare la popolazione ma senza molto successo; dopo due giorni di confusi combattimenti, il 12 aprile, Alessio fuggì accompagnato da Eudocia Angelina e dalla di lei madre Euphrosyne Doukaina Kamatera; il giorno seguente Costantino Lascaris fu acclamato come nuovo imperatore ma, non essendo stato in grado di persuadere la Guardia Variaga a proseguire i combattimenti, decise di lasciare anche lui la Capitale che, senza difese, capitolò ai crociati.

### Morte
Dopo la caduta di Costantinopoli, Alessio V raggiunse con il proprio seguito Mosinopoli ove aveva posto la residenza l'imperatore deposto Alessio III Angelo: all'inizio fu ben accolto ed ottenne la mano di Eudossia Angelina ma in seguito, desiderando di ottenere il trono per sé, Alessio III fece accecare il genero e lo abbandonò nella città che ormai rischiava di essere occupata dalle truppe latine. Catturato, fu accusato di tradimento per aver deposto ed assassinato Alessio IV: nel processo si difese accanitamente sostenendo che l'unico traditore fosse proprio Alessio IV che aveva invitato i crociati a Costantinopoli; in ogni caso, venne condannato a morte ed il suo corpo fu esposto alla Colonna di Teodosio.
Alessio V fu l'ultimo imperatore ad aver regnato a Costantinopoli prima dell'istituzione dell'Impero Latino che avrebbe retto la città per cinquantasette anni, fino alla riconquista durante il regno dell'imperatore di Nicea Michele VIII Paleologo.